# رستم‌علی خراسانی
مولانا رستم علی خراسانی از خوشنویسان و نستعلیق نویسان سده دهم هجری است.
او خواهرزاده کمال‌الدین بهزاد نقاش پر آوازه بود. خط نستعلیق را خوش می‌نوشت و در کتابت خفی و جلی مهارت داشت.
رستم‌علی به قولی در هرات نشو و نما یافت و در دربار سلطان حسین بایقرا به کتابت مشغول بود و پس از زوال سلطنت او به فارس رفت.
رستم علی در ابتدا برای بهرام میرزا صفوی کار می‌کرد پس از درگذشت این شاهزادهٔ صفوی، در سنین پیری، به‌مدت هفت سال در کتابخانه فرزندش ابوالفتح سلطان ابراهیم میرزا، در مشهد به‌کار کتابت مشغول بود. وی به همراه مولانا مالک دیلمی، محب‌علی (مسئول کتابخانه و پسرش)، شاه محمود نیشابوری، و ملا عیشی هروی مشغول نوشتن نسخه خطی هفت اورنگ جامی شد. این کتاب از مشهورترین نسخه‌های خطی است و اکنون در نگارخانه فری‌یر در واشنگتن است. اتمام این کتاب با بیست و هشت مینیاتوری که دارد نه سال طول کشید.
در کتاب «مناقب هنروران» آمده که از شاگردان سلطان‌علی مشهدی بوده‌است و مؤلف «قواعدالخطوط» شیوه او را به سلطان‌علی مشهدی نزدیک می‌داند. او را از نزدیکان شاه محمود نیشابوری ذکر کرده‌اند. از شاگردان برجسته او می‌توان به فرزند هنرمندش، محب‌علی نایی، اشاره کرد.
درمورد مکان و زمان درگذشت رستم‌علی اختلافاتی وجود دارد: عده‌ای معتقدند در هرات در جوار قبر کمال‌الدین بهزاد در سال ۹۴۲ ق دفن شده، و عده‌ای دیگر مدفن وی را در هرات و درگذشتش را در حدود سال ۹۳۵ تا ۹۴۲ ق ذکر کرده‌اند، اما مولف «گلستان هنر» مرقد وی را در جنب مزار سلطانعلی مشهدی دانسته و سال  درگذشت وی را ۹۷۰ ق در مشهد ذکر کرده‌است.